# El Tambor, Durango
El Tambor är en ort i Mexiko.   Den ligger i kommunen Santiago Papasquiaro och delstaten Durango, i den centrala delen av landet, 900 km nordväst om huvudstaden Mexico City. El Tambor ligger 1 705 meter över havet och antalet invånare är 183.
Terrängen runt El Tambor är kuperad åt nordost, men åt sydväst är den platt. El Tambor ligger nere i en dal. Runt El Tambor är det mycket glesbefolkat, med 6 invånare per kvadratkilometer. Närmaste större samhälle är Santiago Papasquiaro, 6,9 km söder om El Tambor. Omgivningarna runt El Tambor är i huvudsak ett öppet busklandskap.